# KartaView
KartaView, anteriormente chamado OpenStreetView e OpenStreetCam, é um projeto para coletar fotografias de nível da rua para melhorar OpenStreetMap operado por TeleNav. As imagens coletadas são publicadas sob uma licença CC-BY-SA e a maioria do código do projeto é de código aberto.
Colaboradores reúnem imagens com seus smartphones usando um aplicativo para Android ou iOS. Também é possível fazer upload de imagens capturadas com outras câmeras. O aplicativo KartaView suporta o uso de um dongle ODB-II conectado ao veículo, além do GPS, para melhorar a precisão das posições das imagens. O aplicativo também reconhece e processa sinais de trânsito em tempo real durante a captura de imagens. Depois que as imagens são gravadas, elas são carregadas, processadas e publicadas no site.
Uma vez carregados, os usuários do OpenStreetMap podem acessar as imagens através de um plugin JOSM.
O propósito do KartaView se assemelha ao de Mapillary. A principal diferença entre os dois é que os aplicativos da Web e móveis do KartaView são de código aberto, enquanto o Mapillary não é. O KartaView também torna mais fácil para o usuário excluir as fotos enviadas, caso elas mudem de ideia sobre a contribuição.

## História
O KartaView foi fundado em 2009 como OpenStreetView. Em 2016, a TeleNav assumiu o domínio openstreetview.org e iniciou seu próprio serviço com o nome . O serviço foi renomeado para OpenStreetCam após uma intervenção de um detentor de marca registrada não identificada.